# Camilla Søeberg
Camilla Søeberg (født 9. juni 1966) er en dansk skuespillerinde .
Camilla Søeberg debuterede som 19årig i filmen Tro, håb og kærlighed. Flyttede derefter til USA hvor hun indspillede nogle film og giftede sig med filmmanden Tom Sowards, som hun senere blev skilt fra. Efter skilsmissen giftede hun sig med den amerikanske skuespiller Tom Hale. Sammen flyttede de tilbage til Danmark, hvor de bl.a. har åbnet cafeen Holberg no 19 i Nyhavn, København. Sammen har de tre børn, Isabella, Katarina og Maximillan.

## Filmografi
- 2011  – Klassefesten
- 2006 – Nynne som Susse Hvild
- 2006 – Spur der Huffnung (TV)
- 2006 – En Soap
- 2001 – Gottlieb som Maria Gottlieb
- 1997 – Mus I Eget Hus (Mouse Hunt)
- 1997 – Sekten som Bolette
- 1996 – The Empty Mirror som Eva Braun
- 1994 – Murder, She Wrote
- 1994 – Erotique som Jukia
- 1988 – Manifesto som Svetlana Vargas
- 1988 – Yellow Pages som Sasha
- 1984 – Tro, håb og kærlighed som Anna